# Kabinett Granzow I
Das Kabinett Granzow I bildete vom 13. Juli 1932 bis zum 5. Juli 1933 die Landesregierung von Mecklenburg-Schwerin.
Der Landtag des Freistaates Mecklenburg-Schwerin wählte am 13. Juli 1932 den Ministerpräsidenten und den weiteren Staatsminister.
| Amt                                                                        | Name             | Partei |
| -------------------------------------------------------------------------- | ---------------- | ------ |
| Ministerpräsident Äußeres Finanzen Landwirtschaft, Domänen und Forsten     | Walter Granzow   | NSDAP  |
| Inneres Justiz Unterricht, Kunst, geistliche- und Medizinalangelegenheiten | Friedrich Scharf | NSDAP  |
| Staatsrat, ab 29. Mai 19331                                                | Hans Egon Engell | NSDAP  |

1 Ab 26. Juni 1933 mit der „Funktion eines Ministers“ versehen, damit „vollstimmberechtigtes Mitglied“ der Staatsregierung.